# 田尻夏樹
田尻 夏樹（たじり なつき、1988年7月19日 - ）は、日本の女性モデル。大阪府出身。

## 人物
一児の息子を有し、過去にママ雑誌『I LOVE mama〔アイラブママ〕』（インフォレスト）で活躍していた。現在はモデル・女優の他、トラベルグラマーとしても活動している他、広告代理店やオーダーメイドスーツ、民泊運営代行の会社を経営し、実業家となっている。

## 出演

### 雑誌
- I LOVE mama（インフォレスト） - レギュラーモデル

### テレビ番組
- ありえへん∞世界（テレビ東京）
- ぐるぐるナインティナイン（日本テレビ、2008年12月19日）[1] - 「岡村恋愛救済企画 フィーリングカップル1対5」
- VOICE（MBSテレビ、2009年5月29日） - 「きわもん」
- ドキュメント・ナウ（TBS、2009年7月6日）[3]
- NIGHT CRUISING（テレビ大阪、2009年10月 - 2010年3月）[1] - Colorful Galz1期生
- ひるおび!（TBS、2009年10月19日）[3] - 「ハンター高野のお母様の知らない世界」コーナー出演
- Be Mama TV（テレビ大阪、2010年4月 - 2011年3月）[1] - レギュラー出演
- 今ちゃんの「実は…」（ABCテレビ、2010年6月30日）
- 踊る!さんま御殿!!（日本テレビ、2011年7月26日）[3]
- ジャルやるっ!（関西テレビ、2012年8月31日）
- ヨルカミ：悩める乙女を解放せよ!! （毎日放送（MBS）、2012年9月5日）
- 『バチェラー・ジャパン』シーズン3（Amazon Prime Video）

### CM
- 花王プリマヴィスタ【クリエイターズファイル×プリマ】脱・油田肌プロジェクト
- 空庭温泉（OSAKA BAY TOWER内）
- ホテルニューアワジ

### 映画
- 映画『CUTIE HONEY -TEARS-』(2016年)　モデル出演

### モデル
- LOOK JTB in Singapore パンフレットモデル
- 神戸コレクション　ショーモデル
- 東京ランウェイ　ショーモデル
- 関西コレクション　ショーモデル
- 阪急交通社『西国三十三所めぐり』ポスター